# Lista de deputados estaduais da Paraíba da 16.ª legislatura
Esta é a lista de deputados estaduais da Paraíba para a legislatura 2007–2011. Nas eleições estaduais, foram eleitos 36 deputados estaduais.

## Composição das bancadas
| Partido | Líder             | Bancada | Posição      |
| ------- | ----------------- | ------- | ------------ |
| PMDB    | Francisca Motta   | 12 / 36 | Oposição     |
| PSDB    | Romero Rodrigues  | 7 / 36  | Governo      |
| PFL     | José Aldemir      | 6 / 36  | Governo      |
| PSB     | Guilherme Almeida | 3 / 36  | Independente |
| PDT     | Manoel Ludgério   | 2 / 36  | Governo      |
| PT      | Jeová Campos      | 2 / 36  | Oposição     |
| PPS     | Socorro Marques   | 2 / 36  | Governo      |
| PP      | Aguinaldo Ribeiro | 1 / 36  | Governo      |
| PTB     | Dunga Júnior      | 1 / 36  | Governo      |

## Deputados Estaduais
Estavam em jogo trinta e seis cadeiras na Assembleia Legislativa da Paraíba. 
| Deputados estaduais eleitos | Partido | Votação | Percentual | Cidade onde nasceu   | Unidade federativa |
| Zenóbio Toscano             | PSDB    | 38.265  | 1,95%      | Guarabira            | Paraíba            |
| Manoel Ludgério             | PDT     | 38.129  | 1,95%      | Catolé do Rocha      | Paraíba            |
| Romero Rodrigues            | PSDB    | 38.014  | 1,94%      | Campina Grande       | Paraíba            |
| Fabiano Lucena              | PSDB    | 37.154  | 1,9%       | João Pessoa          | Paraíba            |
| Francisca Motta             | PMDB    | 36.323  | 1,85%      | Catolé do Rocha      | Paraíba            |
| Flaviano Quinto             | PMDB    | 35.844  | 1,83%      | João Pessoa          | Paraíba            |
| Ruy Carneiro                | PSDB    | 34.912  | 1,78%      | Rio de Janeiro       | Rio de Janeiro     |
| Gervásio Maia               | PMDB    | 32.778  | 1,67%      | São Paulo            | São Paulo          |
| Arthur Cunha Lima           | PSDB    | 32.113  | 1,64%      | Campina Grande       | Paraíba            |
| Dinaldo Wanderley           | PMDB    | 32.082  | 1,64%      | Patos                | Paraíba            |
| Raniery Paulino             | PMDB    | 31.517  | 1,61%      | João Pessoa          | Paraíba            |
| José Aldemir                | PFL     | 31.233  | 1,59%      | Cajazeiras           | Paraíba            |
| João Gonçalves              | PSDB    | 31.019  | 1,58%      | São José dos Ramos   | Paraíba            |
| Branco Mendes               | PFL     | 28.970  | 1,48%      | Aguiar               | Paraíba            |
| Olenka Maranhão             | PMDB    | 28.669  | 1,46%      | João Pessoa          | Paraíba            |
| João Henrique               | PFL     | 28.041  | 1,43%      | Monteiro             | Paraíba            |
| Quintans                    | PFL     | 27.860  | 1,42%      | Sumé                 | Paraíba            |
| Ricardo Marcelo             | PSDB    | 27.597  | 1,41%      | João Pessoa          | Paraíba            |
| Jeová Campos                | PT      | 27.521  | 1,41%      | São José de Piranhas | Paraíba            |
| Lindolfo Pires              | PFL     | 27.118  | 1,38%      | Sousa                | Paraíba            |
| Arnaldo Monteiro            | PFL     | 26.741  | 1,37%      | Esperança            | Paraíba            |
| Aguinaldo Ribeiro           | PP      | 26.237  | 1,34%      | Campina Grande       | Paraíba            |
| Antônio Mineral             | PSDB    | 25.645  | 1,31%      | Patos                | Paraíba            |
| Trocolli Júnior             | PMDB    | 24.320  | 1,24%      | João Pessoa          | Paraíba            |
| Dr. Verissinho              | PMDB    | 23.318  | 1,19%      | Pombal               | Paraíba            |
| Iraê Lucena                 | PMDB    | 22.641  | 1,16%      | Rio de Janeiro       | Rio de Janeiro     |
| Márcio Roberto              | PMDB    | 22.158  | 1,13%      | São Bento            | Paraíba            |
| Ivaldo Moraes               | PMDB    | 22.017  | 1,12%      | Campina Grande       | Paraíba            |
| Guilherme Almeida           | PSB     | 21.950  | 1,12%      | Campina Grande       | Paraíba            |
| Rodrigo Soares              | PT      | 21.890  | 1,12%      | João Pessoa          | Paraíba            |
| Leonardo Gadelha            | PSB     | 21.531  | 1,1%       | Brasília             | Distrito Federal   |
| Jacó Maciel                 | PDT     | 20.513  | 1,05%      | Campina Grande       | Paraíba            |
| Dunga Júnior                | PTB     | 20.436  | 1,04%      | Campina Grande       | Paraíba            |
| Carlos Batinga              | PSB     | 19.314  | 0,99%      | Monteiro             | Paraíba            |
| Socorro Marques             | PPS     | 13.887  | 0,71%      | Malta                | Paraíba            |
| Nivaldo Manoel              | PPS     | 13.872  | 0,71%      | João Pessoa          | Paraíba            |